# リングマガジン プロスペクト・オブ・ザ・イヤー
リングマガジンのプロスペクト・オブ・ザ・イヤー (Prospect of the year) は、アメリカ合衆国のボクシング雑誌リングマガジンの選定する年間最高の若手有望選手賞である。

## 概要
なおこの賞は1983年から1988年まで存在していた。翌1989年に廃止されたが廃止されて20年達った2010年に復活を望む声が多く要望に応えて翌2011年に復活した。

## プロスペクト・オブ・ザ・イヤー

### 1980年代
- 1983年 - ケニー・ベイスモア
- 1984年 - マーク・ブリーランド
- 1985年 - マイク・タイソン
- 1986年 - マイケル・ウィリアムス
- 1987年 - アンヘル・ペドロザ
- 1988年 - マイケル・モーラー

### 2010年代
- 2011年 - ゲーリー・ラッセル・ジュニア
- 2012年 - キース・サーマン
- 2013年 - ワシル・ロマチェンコ
- 2014年 - アンソニー・ジョシュア
- 2015年 - 井上拓真
- 2016年 - エリクソン・ルービン
- 2017年 - ハイメ・ムンギア
- 2018年 - テオフィモ・ロペス
- 2019年 - バージル・オルティス・ジュニア
- 2020年 - ジャロン・エニス